# Ханс Лутер
Ханс Лутер (на немски: Hans Luther, 10 март 1879 - 11 май 1962) е германски политик и канцлер на Германия по време на Ваймарската република.

## Биография
Роден в Берлин през 1879 г., Лутер започва да се занимава с политика през 1907, като става градски съветник на Магдебург. Той продължава своята кариера, ставайки кмет на Есен през 1918 г. През декември 1922 г. канцлер Вилхелм Куно назначава Лутер за министър на продоволствието и агрикултурата.
Лутер запазва своята позиция, когато Вилхелм Маркс става канцлер през 1924 г. На следващата година е назначен за канцлер на Германия, но Маркс заема поста му през 1926 г. Лутер също управлява държавата като президент за кратко време след смъртта на Фридрих Еберт.
През 1930 г. Ханс Лутер става президент на Райхсбанката. Скоро след това заема поста на германски посланик в Съединените щати – позиция, която задържа от 1933 до 1937 г., след което се пенсионира.
През 1933 г. Лутер изнася лекция в Колумбийския университет. В своята реч той поставя акцент върху „мирните намерения“ на Хитлер към европейските съседи на Германия. Никълъс Мъри Бътлър, президент на Колумбия, отхвърля апела на студентите да отмени поканата на Лутер, наричайки тяхното желание „нелиберално“ и вземайки предвид нуждата от академична свобода.
След Втората световна война Лутер отново влиза в политиката, за да стане съветник на новото правителство.
Умира в Дюселдорф през 1962 г.